# Tinzart
Tinzart (àrab تينزرت) és una comuna rural de la província de Taroudant de la regió de Souss-Massa. Segons el cens de 2014 tenia una població total de 5.902 persones.